# Västerbottens-Kuriren
Västerbottens-Kuriren és un diari suec, de caràcter liberal, i escrit en suec fundat el 1900. Es publica a la ciutat d'Umeå (Västerbotten), al nord del país. Cobreix informació regional de Västerbotten, i especialment d'Umeå, i la combina amb notícies nacionals i internacionals. Durant els últims vint anys el diari ha sigut un dels tres principals diaris de Norrland (la part nord del país). En 2008 el nombre de subscriptors era de 37.100.
Des de 1937 premia al millor esportista i a la millor esportista de Västerbotten amb el premi «VK-priset». Entre els premiats han estat Ingemar Stenmark, Anja Pärson, Marta Vieira da Silva i Assar Rönnlund.
Pertany al grup Västerbottens-Kuriren AB, abreviat normalment com VK-group, grup al qual també pertanyen les publicacions Västerbottens-Kuriren, Folkbladet, Totalt Umeå i Nöjesmagasinet City, i els llocs web vk.se i folkbladet.nu, així com les emissores de ràdio Mix Megapol 104.2 Umeå i RIX FM 106.2 Umeå.